# Fédération sud-africaine de rugby à XV
La South African Rugby Union (SARU) est la fédération chargée d’administrer le rugby à XV en Afrique du Sud depuis 1992. Elle gère notamment l’équipe nationale, les Springboks, les fédérations provinciales, les clubs et les compétitions organisées sur son sol.

## Historique
Entre 1889 et 1992, le South African Rugby Board gère le rugby pour les blancs en Afrique du Sud, alors que des fédérations séparées sont créées pour le rugby noir, métis et indien. 
Après la chute de l’apartheid au début des années 1990, le rugby prend le chemin du multiracialisme et réunifie tous les organismes indépendants sous le nom de South African Rugby Football Union (SARFU) le 23 mars 1992, lors d’une réunion au Kimberley Sun Hotel de Kimberley. Kimberley avait été choisie car c’est dans cette ville qu’avait été fondé le SARB en 1889 ainsi que le South Africa Coloured Rugby Board, destiné au rugby métis, en 1896.
Le siège de la nouvelle entité fut implanté dans le stade de Newlands au Cap, et tous les comités de la fédération ouverts à toutes les communautés afin d’être représentatifs de la Nouvelle Afrique du Sud. Les premiers présidents furent ainsi le docteur Danie Craven et Ebrahim Patel. Presque immédiatement, la SARFU est réintégrée au sein de la fédération internationale, l’International Rugby Board, dont elle était exclue officiellement depuis 1984 en raison de l'apartheid. 
L’organisation réussie de la Coupe du monde 1995, remportée par les Springboks et le passage au professionnalisme qui suivit ont propulsé la SARFU dans l’ère moderne avec succès. Les activités commerciales de la fédération, notamment les droits concernant le merchandising de l’équipe nationale, le sponsoring et l’organisation des tournées, sont gérés par une entreprise privée, SA Rugby (Pty) Ltd, depuis août 2001. 
La SARFU a aussi tenté de jouer son rôle dans l’entreprise de « réconciliation » et de « construction nationale », enclenchée par le gouvernement de l’ANC sous l’égide de Nelson Mandela. Elle tente ainsi d’intégrer les joueurs noirs, métis et indiens en organisant des journées de détection, des compétitions ouvertes à l’ensemble de la population, et en imposant un système de quotas raciaux dans la Vodacom Cup, compétition disputée par les réservistes des équipes de province, afin de permettre de révéler de joueurs en dehors de la communauté blanche.
En 2005, la fédération a adopté son nom actuel, la South African Rugby Union.

## Organisation
La SARU chapeaute 14 fédérations provinciales qui possèdent toutes une équipe représentative engagée dans la Currie Cup. Chaque province puise ses joueurs dans les clubs situés sur son territoire :
- Blue Bulls Rugby Union : Blue Bulls (ex Northern Transvaal) (matchs à domicile à Pretoria, Gauteng)
- Boland Rugby Union : Boland Cavaliers (matchs à domicile à Wellington, Cap-Occidental)
- Border Rugby Football Union: Border Bulldogs (matchs à domicile à East London, Cap-Oriental)
- Eastern Province: Eastern Province Kings (matchs à domicile à Port Elizabeth, Cap-Oriental)
- Valke Rugby Union (Falcons Rugby Union : Falcons (matchs à domicile à Brakpan, Gauteng)
- Free State Rugby Union: Free State Cheetahs : (matchs à domicile à Bloemfontein, État-Libre)
- Golden Lions Rugby Union : Golden Lions (matchs à domicile à Johannesburg, Gauteng)
- Griffons Rugby Union: Griffons (matchs à domicile à Welkom, État-Libre)
- Griqualand West Rugby Union : Griqualand West Griquas (matchs à domicile à Kimberley, Province du Cap-du-Nord)
- Kwazulu-Natal Rugby Union : Natal Sharks (matchs à domicile à Durban, Province du KwaZulu-Natal)
- Leopards Rugby Union : Leopards (matchs à domicile à Potchefstroom, Province du Nord-Ouest)
- Mpumalanga Rugby Union : Pumas (matchs à domicile à Witbank, Province du Mpumalanga)
- South Western Districts Rugby Football Union : Eagles (matchs à domicile à George)
- Western Province Rugby Football Union : Western Province (matches à domicile au Cap)